# محطة الغسل الطارئ للعينين ودش الأمان

شارة محطة غسل العين

تعد محطة غسل العينين الطارئ ودش الأمان (emergency eyewash and safety shower station) معدات أساسية لكل مختبر يستخدم المواد الكيميائية والمواد الخطرة . تخدم محطات الاستحمام الآمنة لغسل العين في الحد من الإصابات في مكان العمل وإبعاد العمال عن الأخطار المختلفة.

## الأنواع
هناك عدة أنواع من أنظمة غسل العينين الطارئ ومحطات الاستحمام للحماية، بما في ذلك دش الأمن، ومحطات غسل العينين، وخراطيم الغمر، وزجاجات غسل العين.

### دش السلامة

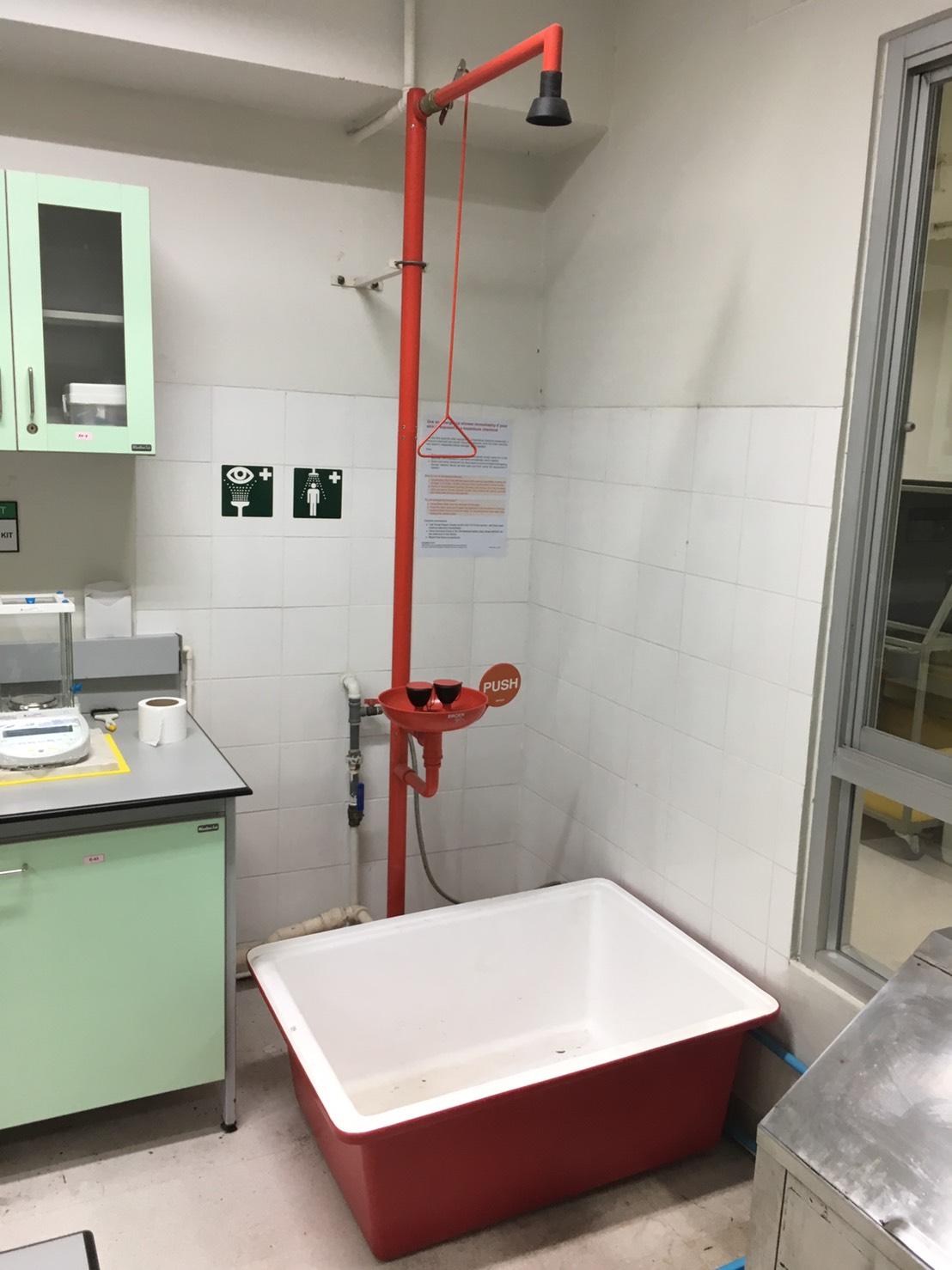
صورة لغسالة العين والاستحمام في حالات الطوارئ

مِشَنُّ السلامة عبارة عن وحدة مصممة لغسل الرأس والجسم عند ملامسة المواد الكيميائية الخطرة. يتم استخدام كميات كبيرة من الماء وقد يحتاج المستخدم إلى خلع أي ملابس ملوثة بمواد كيميائية خطرة. لا يمكن استخدام دش الأمان لغسل العينين، بسبب ارتفاع ضغط الماء من المِسْحَاحُ (الدش)، مما قد يضر بعيون المستخدم.
علي اليسار فيديوهات توضيحية لكيفية استخدام مشن الطوارئ.

### محطة غسيل العينين
وحدة غسيل العينين الطارئ هي وحدة لغسل المواد الكيميائية أو المواد التي قد تصل لعيون الفرد قبل أن يتمكن من طلب الرعاية الطبية. يحتاج المستخدمين إلى غسل أعينهم لمدة 15 دقيقة على الأقل.

التوقيع على محطة دش السلامة

### دش السلامة
- يجب أن يكون المسار من الخطر إلى دش السلامة خاليًا من العوائق ومخاطر التعثر.
- يجب أن تكون إمدادات المياه كافية لتوفير ما لا يقل عن 20 جالونًا في الدقيقة من الماء لمدة 15 دقيقة (القسم 4.1.2 ، 4.5.5).
- يجب أن يفتح الصمام اللايدوي خلال ثانية واحدة وأن يظل مفتوحًا حتى يتم إغلاقه يدويًا (القسم 4.2 ، 4.1.5).
- يجب ألا يقل الجزء العلوي من عمود الماء عن 82 بوصة (208.3   سم) وما لا يزيد عن 96 بوصة (243.8   سم) فوق سطح الأرض الذي يقف عليه المستخدم (القسم 5.1.3 ، 4.5.4).
- يجب ألا يقل مركز عمود الماء عن 16 بوصة (40.6   سم) بعيدًا عن أي عائق (القسم 4.1.4 ، 4.5.4).
- يجب أن يكون الوصول لمشغل الدش سهل. يجب ألا يزيد عن 69 بوصة (173 سم) فوق السطح الذي يقف عليه المستخدم (القسم 4.2).
- عند 60 بوصة (152.4   سم) فوق الأرض ، يجب أن يكون نمط المياه 20 بوصة (50.8 سم) في القطر (القسم 4.1.4).
- إذا تم توفير حاجز للدش. يجب أن يكون بقطر 34 بوصة وان تخلو من العوائق (86.4 سم) (القسم 4.3).
- يجب أن تكون درجة حرارة الماء في محطة المسحاح الآمن ضمن 60 - 100 درجة فهرنهايت (16- 38 °C).
- يجب أن تحتوي محطات الدش الآمنة على لافتات واضحة للغاية ومضاءة جيدًا.

## الموقع
يجب أن تكون مسحاحات الأمن والسلامة ومحطات غسل العينين علي مقربة 10 ثوانٍ سيرًا على الأقدام أو 55 قدمًا (الملحق ب) من المكان الذي به الخطر وأن تكون في نفس الطابق، حتي لا يتعين على الفرد صعود أو نزول الدرج عند وقوع حادث - لا قدر الله. علاوة على ذلك ، يجب أن يكون الطريق موضحً وجاهزً خاليًا من العوائق.